# Jacob de Witt

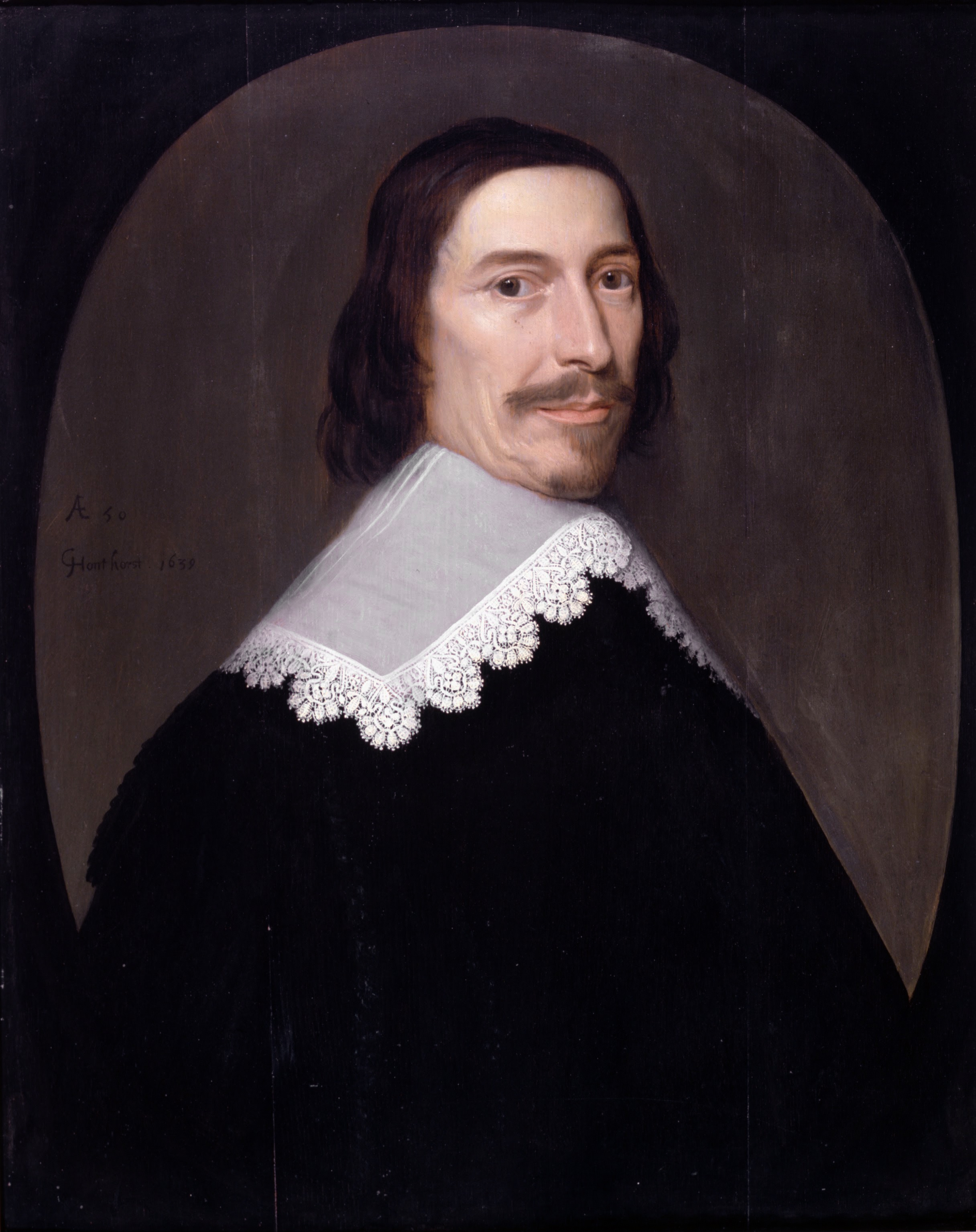
Jacob de Witt, gemalt von Gerrit van Honthorst

Jacob de Witt (* 7. Februar 1589 in Dordrecht; † 10. Januar 1674 ebenda) Heer von Manezee, Melissant und Crostryen, war im Goldenen Zeitalter der Niederlande ein bekannter Stadtregent und Bürgermeister Dordrecht sowie Diplomat und Staatsmann. Jacob de Witt schloss sich der republikanischen Partei Oldenbarnevelts an und gehörte zu jenen einflussreichen Regenten, welche Dordrecht und Amsterdam zu der führenden Stelle in der sich allmählich wiedererstarkten anti-statthalterischen Partei verholfen haben. Er war einer der führenden Persönlichkeiten, die einen Beendigung des Achtzigjährigen Krieges zwischen den Vereinigten Niederlanden und dem Königreich Spanien anstrebten. Dieser vollzog sich 1648 beim Frieden von Münster.

## Biografie

### Herkunft und Familie

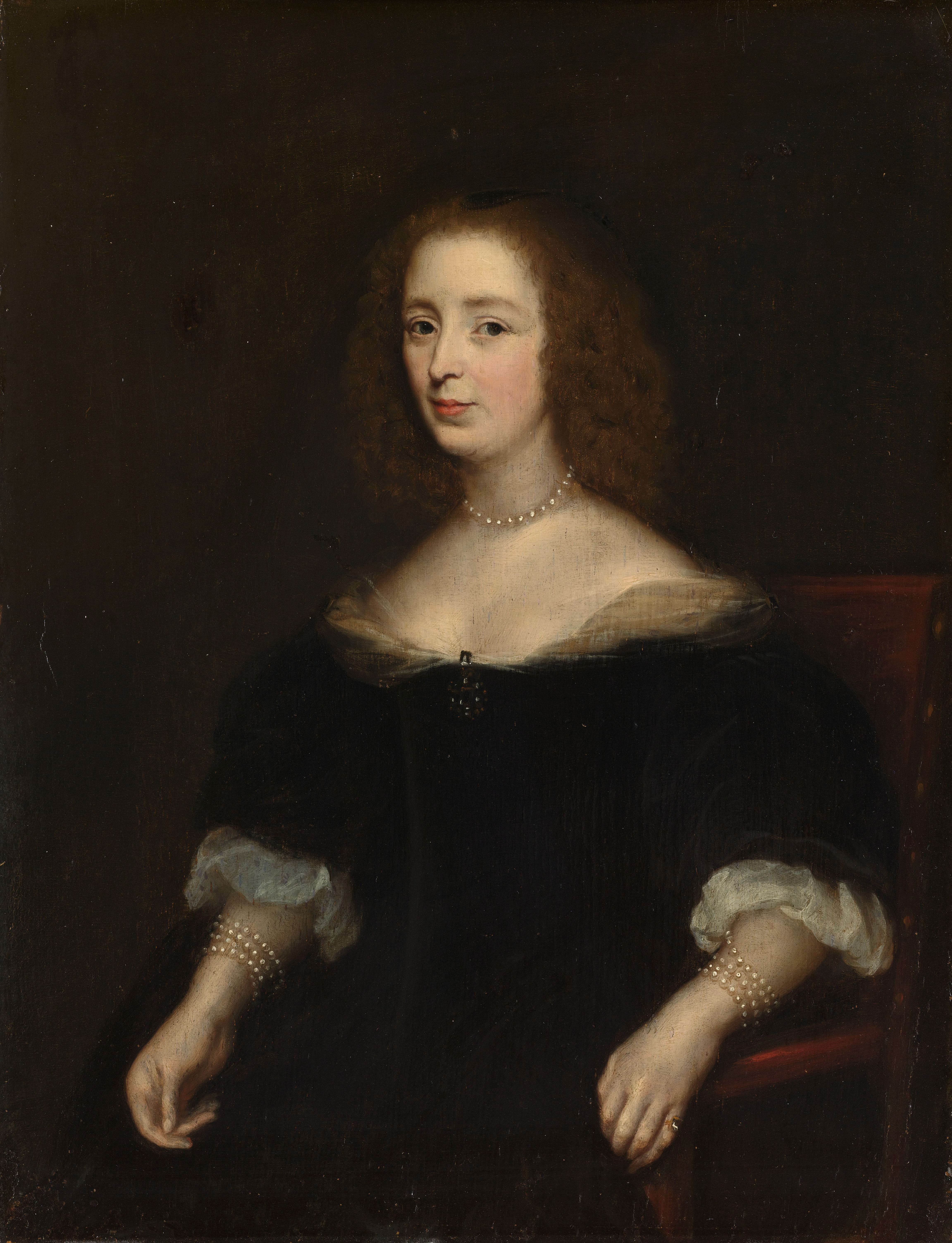
Anna van den Corput

Jacob de Witt entstammte der angesehenen Patrizierfamilie De Witt, welche in Dordrecht schon seit dem frühen 15. Jahrhundert politischen Einfluss ausübte. Sein Vater war Cornelis Fransz. de Witt, welcher den Grundstein zur Regierungsmacht der Familie im 17. Jahrhundert legen konnte. Verheiratet war er mit Anna van den Corput (1599–1645), welche eine Nichte von Johannes Corputius, einem einflussreichen niederländischen Militärführer und Kartographen war. Sein Bruder war Ratspensionär Andries de Witt. Seine Söhne waren die bedeutenden Staatsmänner Cornelis und Johan de Witt, gleich Andries de Witt Ratspensionär von Holland. Durch die Ehe eines seiner weiteren Brüder mit Margaretha von Nassau, Tochter von Anna Johanna von Nassau-Siegen, war De Witt ein entfernter Verwandter des späteren niederländischen Statthalters Wilhelm III. von Oranien-Nassau. Eine weitere Verwandtschaft führte ihn zu den Tromps, Maarten und seinem Sohn Cornelis Tromp, beide Admiräle der Niederlande.

### Politische Karriere

#### Erste Schritte
Nach einem abgeschlossenen Studium der Rechte auf der Universität Leiden wurde er im Jahre 1618 Schatzmeister der Dordrechter Kirche und ein Mitglied des Magistrats (niederländisch: Vroedschap), sowie in späteren Jahren sechsmal regierender Bürgermeister seiner Heimatstadt.
Jacob de Witt war ein staatsgesinnter Politiker, weshalb er politisch auf der Seite von Johan van Oldenbarnevelt stand, und nach dessen Sturz kurzfristig seine Ämter verlor. Sein älterer Bruder Andries de Witt stand auf der Seite der Statthalter aus dem Hause Oranien-Nassau und wurde nach Oldenbarnevelts Hinrichtung zum Ratspensionär der Staaten von Holland und Westfriesland gewählt.

#### Als Staatsmann

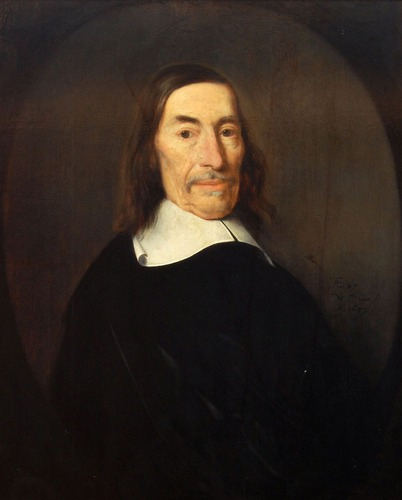
Jacob de Witt, gemalt von Nicolaes Maes

Jacob de Witt betätigte sich auch außerhalb seiner eigenen Stadt politisch; gemeinsam mit Andries Bicker war er holländischer Gesandter in Schweden, um für die Republik ein Handelsabkommen abzuschließen. Als Mitglied der holländischen Stände und als Deputierter der niederländischen Generalstaaten war er wie erwähnt ein Gegner der oranischen Statthalter und ihrer angestrebten Macht über die Republik. 1645 reiste er im Auftrag der Generalstaaten gemeinsam mit Bicker, dem seeländischen Ratspensionär Cornelis van Stavenisse und Joachim Andreae wiederum in diplomatischer Mission nach Stockholm, um Schwedens Frieden mit Dänemark zu sichern.

#### Der Friede von Münster und seine Folgen
Im Laufe der 1640er Jahre trat die republikanische Elite der Provinz Holland, Jacob de Witt, die Gebrüder Cornelis und Andries de Graeff, sowie die Gebrüder Andries und Cornelis Bicker für eine Beendigung des Krieges mit dem spanischen Königreich Spanien sowie einer Reduzierung der Landstreitkräfte ein. Dieser andauernde Kriegszustand verhinderte das wirtschaftliche Wachstum und die gesellschaftliche Entwicklung der Vereinigten Niederlande. Ebenfalls stärkte dieser Kriegszustand die Macht des Statthalters als Oberbefehlshaber der Streitkräfte, etwas das nicht im Sinne der Republikaner war. Dies verstärkte den Konflikt zwischen ihnen und Statthalter Friedrich Heinrich von Oranien sowie den Reformierten Hollands. 1648 traten die Vereinigten Niederlande aufgrund des immensen politischen Drucks des gesamten Bicker-De Graeff Clans in Friedensverhandlungen mit Spanien, um beim Frieden von Münster den Achtzigjährigen Krieg zu beendigen. Nach dem Frieden und der einhergehenden Reduktion der Landstreitkräfte spritzte sich die Lage in der Republik immer mehr zu, so dass es im Jahre 1650 zum versuchten Staatsstreich des neuen Statthalters Wilhelm II. von Oranien kam. Dem Oranier gelang es, sich mit Waffengewalt der mächtigen republikanischen Stadtregenten zu entledigen. Jacob de Witt und sechs weitere Republikaner wurden auf der Festung Loevestein inhaftiert. Da Wilhelm II. aber kurze Zeit später an den Pocken starb, und kein weiterer Statthalter mehr benannt wurde, gelangten die Inhaftierten wieder in Freiheit. Nach diesen Vorkommnissen bekleidete De Witt aber keine hohen Ämter mehr.

#### Rekenmeester von Holland, Rampjaar und Tod

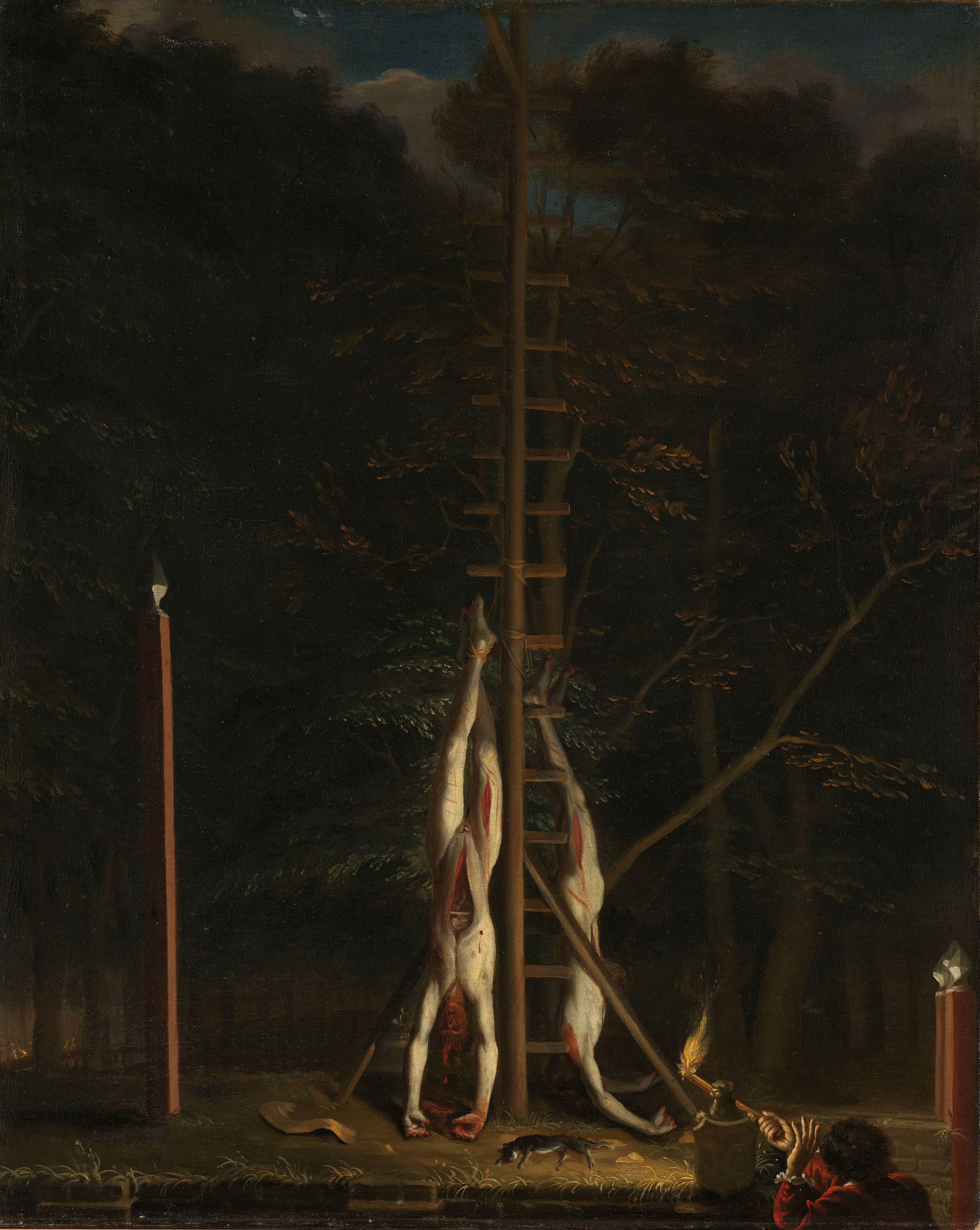
Die Leichen der Gebrüder Johan und Cornelis de Witt,
Den Haag, August 1672.
Gemälde von Jan de Baen

De Witt war 1655 Bürgermeister von Dordrecht, und bis 1657 politisch in der Stadt tätig. 1657 wurde er Rekenmeester der grafelijke domeinen van Holland en West-Friesland te Den Haag (Wirtschaftsprüfer der Rechenkammer der Staaten von Holland und West-Friesland). Dadurch verzog er zu seinem Sohn Johan nach Den Haag. Nach dem Mord an seinen beiden Söhnen im Rampjaar 1672 verlor er sein Amt und weilte mitsamt seinen fünf Enkelkindern – darunter Johan II. de Witt – eine kurze Zeit auf Pieter de Graeffs Schloss Ilpenstein in Sicherheit. Danach ging Jacob de Witt nach Dordrecht zurück, dort verstarb er im Jahre 1674 als Patriarch der Familie De Witt.